# レイン・オブ・ア・サウザンド・フレイムス
『レイン・オブ・ア・サウザンド・フレイムス』(Rain of a Thousand Flames)は2001年に発売されたイタリアのパワーメタルバンド、ラプソディーのミニアルバム。

## 解説
- 「エメラルド・ソード・サーガ」シリーズの最終章の前編。次作『パワー・オブ・ザ・ドラゴンフレイム』と合わせて一つの作品となっている。
- 「ウィザーズ・ラスト・ライムス」は、アントニン・ドヴォルザークの『交響曲第9番『新世界より』第4楽章』が用いられている。

## 収録曲
1. レイン・オブ・ア・サウザンド・フレイムス - Rain of a Thousand Flames
2. デッドリー・オーメン - Deadly Omen
3. クイーン・オブ・ザ・ダーク・ホライゾンズ - Queen of the Dark Horizons
4. ティアーズ・オブ・ア・ダイイング・エンジェル - Tears of a Dying Angel
5. エルノアズ・マジック・ヴァレイ - Elnor's Magic Valley
6. ポエムズ・イーヴル・ペイジ - The Poem's Evil Page
7. ウィザーズ・ラスト・ライムス - The Wizard's Last Rhymes

## メンバー
- Fabio Lione - lead & backing vocals
- Luca Turilli - guitars
- Alex Staropoli - keyboards, harpsichord & piano
- Alessandro Lotta - bass
- Alex Holzwarth - drums